# أبو اليسر شرقي
أبو اليسر شرقي (الاسم العلمي: Glareola  maldivarum) (بالإنجليزية: Oriental  Pratincole)‏ هو طائر ينتمي إلى (فصيلة: Glareolidae).